# Бестјах
Бестјах (рус. Бестях; јакутски: Бэстээх) село је у Жиганском рејону Републике Јакутије у Русији. Бестјах се налази на левој обали Лене, која се улива у Лаптевско море. Бестјах се налази 150 км. јужно од Жигенска, центра рејона.
Село има 245 становника (2001), 228 (2007).
У Бестјаху се налазе непотпуна средња школа, установе здравствене неге.

## Становништво
| 2002. | 2010. |
| ----- | ----- |
| [ 2 ] | [ 3 ] |